# 요양부
요양부(遼陽府)는 요나라가 지금의 요동을 점령한 이후 랴오양 시 일대에 설치한 옛 행정구역으로 봉천이 요동의 중심지로 선정되는 청 제국 이전까지 요동의 중심지 역할을 했다. 요금시대에 동경(東京, 여진어: /ʤul-'ə gin/ )으로 격상되었다.

## 요
919년(요 태조 신책 4년), 거란이 발해인과 중국인들을 요양으로 이주시킨뒤, 방치되어 있던 옛 요양성을 재건하면서 동평군(東平郡)을 설치하고 방어주(防禦州)로 삼았다. 한편, 요나라는 926년(요 태조 천현 원년) 발해를 멸망시켰고 그 땅에 동란국이라는 괴뢰국을 두어 발해 땅을 간접지배하고자 했다. 그러나 태조 사후 요나라 조정에서 일어난 내분과 여러차례 일어난 발해 부흥운동으로 인해 동란국을 통한 발해지역 통치는 효과를 보지 못했다. 
928년(요 태종 천현 3년), 태종은 발해유민을 효율적으로 관리하기 위해 동란국의 수도가 홀한성에서 요양부로 옮겨졌고, 이 과정에서 수많은 발해인들이 요양부에 거주하게 되었다. 이후남경(南京)으로 승격되었다. 하지만 유도부가 남경 석진부로 승격된 이후 동경(東京)으로 불리게 되었다.
1029년(요 성종 태평 9년), 발해의 왕손이던 대연림이 요양부를 점령해 흥료국을 건국하였으나 고려의 지원거부, 내부의 배신으로 인해 1030년(요 성종 태평 10년)에 멸망했다. 이후 1116년(천조제 천경 6년) 1월, 동경의 소년 10여명에게 동경유수 소보선(蕭保先)이 살해당하자 호부사 대공정(大公鼎)이 동경유수를 대행했다.
대공정은 부유수 고청명과 함께 해족, 한족군인들을 동원해 주동자들을 색출해 참수했으나 발해인 고영창이 금나라에 점령당하는 4개월간 고영창의 대발해국이 차지하게 되었다.
천복성(天福城)이라고도 불린 요양부의 부성은 높이 3길, 너비가 30리가까이 되는 거대한 성이었다. 동북쪽 모퉁이에 궁성이 있는데, 궁성의 높이는 3길에 망루가 있으며, 남쪽으로 3개의 문이 있었다고 한다. 궁성담장 북쪽에 양국황제(讓國皇帝)의 어용전(御容殿)이 있었다. 궁성내엔 전각이 2채가 있었지만, 후궁전은 두지 않았다. 내성사의 부관과 판관이 이 궁성을 지켰다. 동란국을 세웠을 때 남겨진 남경의 비명은 궁문의 남쪽에 있다. 본성은 9개의 속현을 통치했다.
그러나 동경도의 수많은 행정구역들처럼 거란이 발해의 행정구역들을 모두폐지, 요동에 재설치하는 과정에서 여러 행정구역의 연혁들이 혼합되었다. 이로 인해 해당사서의 건치연혁이 이전사서에서 언급한 동일 행정구역에 대한 언급과 전혀 어울리지 않는 모습을 보였다. 1678년(청나라 강희제 강희 17년) 편찬되었던 역사지리서 독사방여기요에는 현성의 대략적인 위치가 언급되어있다. 본문서에서 언급되는 요양부의 속현 위치는 해당서적의 부분을 인용하여 작성되었다.
| 속현   | 한자   | 인구    | 대략적 위치                      | 비고 |
| ------ | ------ | ------- | -------------------------------- | --- |
| 요양현 | 遼陽縣 | 1,500호 | 現 랴오양 시 요양고성            | 발해 금덕현(金德縣)이었다. 고구려때 구려현(勾麗縣)이었던 것을 발해에서 상락현(常樂縣)으로 바꿨는데, 거란이 본래 다른 지역에 있던 상락현의 주민들을 이곳으로 옮기면서 이러한 연혁이 기록된 것으로 보인다.                                                                                     |
| 선향현 | 仙鄉縣 | 1,500호 | 안산시 하이청 시 서북일대?       | <독사방여기요>에는 한나라 요수현(遼隊縣)의 고지였다고 기록되어 있다. 고고학 발굴자료를 통해 밝혀진 한대 요수현 위치와 큰 차이가 없다. 발해멸망이후 거란이 발해 영풍현(永豐縣)을 지금의 위치에 신설했다.                                                                                      |
| 학야현 | 鶴野縣 | 1,200호 | 랴오양 시 랴오양 현 당마채진일대 | <독사방여기요>에는 요양성 서쪽 80리지점에 있다고 기록되어있다. <요사>에 따르면 실제로는 랴오양 현 하란진(河栏镇) 양갑산에 있었던 한나라 요동군 거취현, 그리고 현재 정확한 위치를 알 수 없는 발해 계산현(鷄山縣)의 고지로 잘못기록되었다.                                                     |
| 석목현 | 析木縣 | 1,000호 | 안산 시 하이청 시 석목진(析木鎭) | 928년 동란국과 발해유민들을 요동으로 옮김에 따라 발해 화산현(花山縣)이 지금위치에서 재설치되어있다. 후에 자사주인 동주(銅州)로 분리되었다. 신설된 동주는 광리군(廣利軍)이라는 군명을 얻었고 북병마사가 주의 군정을 맡게 되었다.                                                              |
| 자몽현 | 紫蒙縣 | 1,000호 | 요양성 동쪽?                     | 지금의 평안남도 성천군, 혹은 삼등군일대에 있었을 것으로 추정되는 누방현(鏤芳縣)의 고지로 잘못 기록되어있다. 본현의 전신은 발해 동평부의 속주였던 몽주(蒙州) 자몽현이다. <독사방여기요>에 따르면 요양성 동쪽에 있었다고 전해진다. 발해멸망이후 요성으로 옮겨졌으며 황령현(黃嶺縣)을 통합했다. |
| 흥요현 | 興遼縣 | 1,000호 | 요양성 서남쪽?                   | 지금의 가이저우 시 개주성에 있었던 평곽현(平郭縣)의 고지로 잘못기록되어있다. 발해 선왕이 원화연간에 신라를 공격하고 여러 부족들을 점령한후 신설한 장녕현(長寧縣)이 발해멸망이후 현위치에서 신설되었다.                                                                                       |
| 숙신현 | 肅愼縣 |         |                                  | |
| 귀인현 | 歸仁縣 |         |                                  | |
| 순화현 | 順化縣 |         |                                  | |

## 금
동경로의 중심지가 되었으며 급은 중급, 동경유수사가 부의 민정을 맡았다. 1132년(금 태종 천회 10년)에 남경로평주군사사(南京路平州軍帥司)를 동남로도통사(東南路都統司)로 바꿨다. 후에 병마도부서사(兵馬都部署司)를 두었다. 1150년(천덕 2년), 로에 도총관부(都總管府)를 설치했다가 후에 유수사로 고쳤다. 1144년(금 희종 황통 4년) 2월에 동경신궁을 설립하고 침전(寢殿)은보녕전(保寧殿), 연전(宴殿)을 가혜전(嘉惠殿), 전후 정문을 각각 천화문(天華門), 건정문(乾貞門)으로 칭했다. 동년 7월, 종묘와 효령궁(孝寗宮)을 세웠다.
1161년(해릉양왕 정륭 6년), 해릉양왕의 종제인 완안오록이 요양부에서 반란을 일으켰다. 1212년(금 위소왕 숭경 원년) 몽골 제국의 장군 제베에게 함락되었고 이듬해인 1213년 거란의 장교 야율유가가 세운 동요의 수도가 되었다.
흰토끼, 사고보(師姑布), 쥐털, 흰쥐의 가죽, 인삼, 흰바곳뿌리가 난다. 본부에는 40,604호의 주민들이 살고 있고 4개의 속현이 있는데, 속현중 1개의 속진을 두었다.
| 현명/진명 | 한자   | 대략적 위치                  | 비고 |
| --------- | ------ | ---------------------------- | --- |
| 요양기    | 遼陽倚 | 랴오양 시                    | 태자하는 여진어로 올로홀필랄(兀魯忽必剌)이라고 한다.                                                                |
| 학야진    | 鶴野鎮 | 랴오양 현 서남               | 갈소관이 있다. |
| 의풍현    | 宜豐縣 | 랴오양 시 당마채진(唐馬寨鎭) | 요나라 연주가 있던 곳에 설치했다. 1143년 현으로 격하했다. 동량하(東梁河)가 있다.                                    |
| 석성현    | 石城縣 | 랴오양 시 덩타시 암주성      | 1219년(흥정 3년) 9월에 현내에 있는 영암사(靈岩寺)를 암주로 칭했다가 기곽현(倚郭縣)을 안동으로 칭하고 행성을 두었다. |

## 원
요양등처행중서성의 중심지인 요양로(遼陽路)가 본부에 설치되었다. 초기에 귀덕주, 등주, 부주, 래원군을 폐지해 요양부에 통폐합했고 광녕부, 파사부, 의주, 개주를 4로로 바꾸고 직례성에 소속시켰다. 1269년(쿠빌라이 칸 지원 6년), 동경총관부(東京總管府)가 설치되었고 광녕부가 격하되면서 요양로에 속했다. 1278년(쿠빌라이 칸 지원 15년), 광녕을 분리해 행로사를 두고 본성에 속하게 했다. 1280년(쿠빌라이 칸 17년), 파사부, 의주, 개주를 폐지해 본로에 소속시켰다. 1287년(쿠빌라이 칸 24년) 요양등처행중서성이 분리되자 본성의 중심지가 되었다. 1288년 동경에서 요양로로 개명되었고 파사부는 폐지되어 순검사로(巡檢司)로 개명되었다. 요양로는 3,708호 33,231명을 거느렸다. 1현 2주를 관할했다.
1290년 고려의 끈질긴 요구, 저항으로 평안도지역에 설치되었던 동녕부가 요양일대로 옮겨졌다. 1370년 이오로티무르(李吾魯帖木兒)가 지키던 우라산성을 점령했던 동북면 원수 이성계가 동년 11월, 서북면 원수 지용수와 함께 요양로를 점령했다. 하지만 복합적인 문제로 인해 고려는 요양을 포기하면서 명나라로 귀속되었다.
| 현명/주명 | 한자   | 대략적 위치              | 급 | 비고 |
| --------- | ------ | ------------------------ | --- | --- |
| 요양현    | 遼陽縣 | 랴오양 시                | 下 | 1269년 학야현을 경순원(警巡院)으로 통폐합했다. |
| 개주      | 蓋州   | 잉커우 시 가이저우 시    | 下 | 1269년 개주로에서 동경의 군으로 격하되었고 웅악현과 탕지현이 건안현에 통폐합되었다. 1271년(쿠빌라이 칸 지원 8년), 건안현을 개주의 속현으로 삼았다. |
| 의주      | 懿州   | 푸신 시 장우 현 사보자향 | 下 | 1269년 의주로에서 동경의 군으로 격하되었고 호주(豪州)를 통폐합했고 동창현, 영산현을 순안현에 통폐합했다.                                           |
| 동녕부    | 東寧府 | 랴오양 시 동녕위향일대?  | 1290년 평안도에서 요양일대로 옮겨졌다. 이후 요동 정벌시기 일시적으로 고려에 점령당했다가 고려가 요동을 포기하면서 명나라가 요동을 획득하게 되었다. | 1290년 평안도에서 요양일대로 옮겨졌다. 이후 요동 정벌시기 일시적으로 고려에 점령당했다가 고려가 요동을 포기하면서 명나라가 요동을 획득하게 되었다. |

## 명
1371년(명 태조 홍무 4년), 2월 요동위(遼東衛)가 설치되었다. 1373년(명 태조 홍무 6년) 11월 정요좌위와 정요우위가 분리신설되었다. 1375년(명 태조 홍무 8년) 2월 요동위가 정요후위로 개명되었고 1376년(명 태조 홍무 9년) 10월 정요후위의 치소가 요양성 북쪽으로 옮겨졌다. 1384년(명 태조 홍무 17년)정요위를 중위로 삼았다.
서남에 수산(首山), 남쪽에 천산(千山), 동남에 안평산(安平山)이 있다. 이중 안평산에는 철광이 존재한다. 서쪽에 요하(遼河)가 있는데 새외에서 들어와 해주위에서 바다로 들어간다. 서북에 혼하(渾河)가 있는데, 소요수(小遼水)라고도 한다. 동북에 있는 태자하(太子河) 대량수(大梁水) 혹은 동량수(東樑水)라고도 불리는데 하류에서 요수로 들어간다. 동쪽에 있는 압록강은 동남에서 바다로 들어간다. 동쪽에 있는 봉황성(鳳凰城)은 봉황산(鳳凰山)동남에 있는데 1481년(성화 17년)에 축성했다. 조선의 사신들이 이성을 지나간다. 또한 남쪽에 진강보성(鎮江堡城)이 있고 연산관(連山關)이 동남에 존재했다.